# Codi d'Ur-Nammu

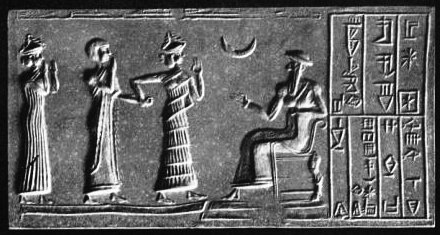
Segell cilíndric que mostra a Ur-Nammu assegut, atorgant un títol de governador (ensi) a Ḫašḫamer.

El Codi d'Ur-Nammu, del segle XXI aC, és el recull de lleis més antic conservat. Es va escriure en sumeri sobre tauletes i recull les possibles faltes i el càstig que cal aplicar. Tot i que porta el nom del rei Ur-Nammu, sembla que va ser recopilat pel seu fill Xulgi i constitueix un document de gran importància per conèixer la vida quotidiana durant la tercera dinastia d'Ur, a banda del seu paper de pioner en la història del dret (s'anticipa en diversos segles a la cèlebre Estela de Hammurabi).
Les penes suggerides van des de la pena de mort (en casos de robatori, violació d'esposes o donzelles, assassinat), multes (divorci, violació d'esclaus, falses acusacions o lesions) o judicis específics, com la prova de l'aigua en el cas de sospites de bruixeria.